# Holocolax
Holocolax is een geslacht van eenoogkreeftjes uit de familie van de Bomolochidae. De wetenschappelijke naam van het geslacht is voor het eerst geldig gepubliceerd in 1982 door Cressey.

## Soorten
- Holocolax longisetus Cressey, 1982
- Holocolax nemipteri (Pillai, 1973)
- Holocolax russelli Cressey, 1982